# Штольня (фільм)
«Што́льня» — перший український українськомовний трилер і фільм жахів, знятий режисером Любомиром Кобильчуком. Вважається першим незалежним суто комерційним фільмом, побудованим на суто українських реаліях та знятим українською мовою для широкої глядацької аудиторії. Співпродюсером та поширювачем «Штольні» стала компанія «Артхаус трафік».
Українська прем'єра відбулась 13 квітня 2006 року.

## Сюжет
П'ятеро студентів-археологів — Мальок (Олексій Забєгаєв), Катя (Ольга Сторожук), Вікі (Світлана Артамонова), Біта (Сергій Стасько) і Ден (Павло Лі) вирушають на літню археологічну практику, де їх має зустріти Професор (Микола Карцев). Під час розкопок Ден випадково знаходить вхід у штольню, заґратований і закритий на колодку і показує його друзям. Біта вирішує нічого не казати Професорові, щоб вони першими потрапили туди.
Після їхнього повернення до табору професор розповідає їм про мету своїх розкопок — знайти старовинний ідол Перуна, який в роки Другої Світової був захований у підземеллях міста, щоб він не дістався нацистам.
Прокинувшись наступного ранку, студенти виявляють, що Професор зник, а вхід у штольню зламаний. Вирішивши, що Професор пішов у підземелля, студенти ідуть за ним. Щоб не заблукати у лабіринтах штольні, Біта малює карту, Мальок ставить мітки крейдою. Однак після одного з привалів студенти виявляють, що хтось знищив їхню карту. При спробі повернутися по мітках, вони виявляють, що вони стерті. Студенти розуміють, що заблукали.
Після постійних сварок Ден відбивається від групи і йде геть, однак хтось влаштовує йому пастку і засипає його кам'яними брилами. Тим часом Мальок починає виявляти на стінах незрозумілі надписи кров'ю. Наступною жертвою стає Вікі — на студентів нападає зграя щурів, один з яких перегризає горло дівчині. Мальок знаходить у штольні автомат часів Другої Світової і Біта бере його для захисту.
Студенти починають розуміти, що смерть Дена і Віки — не випадковість. Тіла їхніх друзів безслідно зникають коли студенти знову вертаються туди, звідки прийшли. Під час блукання в одному з тунелів вони бачать, як до них біжить якась людина у каптурі. Біта вбиває його і виявляється, що то і був Професор. Студенти вирішують, що це він винен у смерті Дена і Віки, яких він убив для того, щоб принести жертву Перуну. Однак Біта стає третьою жертвою — його вбиває електричним струмом. З його кишені випадає записка, в якій Професор пише, що тимчасово покидає розкопки через хворобу дружини, але скоро вернеться. Професор — не вбивця. Біта завів їх у штольню, щоб першим потрапити туди.
Мальок розгадує, що означали криваві символи на стінах. Це старослов'янське слово «Трєба» — «Жертва». Скоро Мальок і Катя теж потрапляють у пастку — їх замикає в кімнаті, куди починає швидко набиратися вода. Вони хочуть втекти через вентиляцію. Однак Мальок зникає. Катя, вирішивши, що він потонув, тікає, однак її захоплює монах у чорній сутані з каптуром. Вона прокидається зв'язана на жертовному ложі. Перед нею стоїть ідол Перуна, а поряд — монах, який гострить залізну арматуру. Монахом був їхній Тренер з фізкультури, який з'являється лише на початку фільму. Він продовжує фанатично служити Перуну і приносить йому людські жертви. На Тренера накидається Мальок (він вижив), оглушує його і звільняє Катю. Однак Тренер підводиться і нападає. Починається бійка. Тренера гострим кінцем арматури вбиває Катя.
Мальок і Катя знаходять вихід і вибираються на поверхню. За ними вибухає штольня.

## Кошторис
Точний кошторис фільму не розголошується.
За деякими даними він склав від $50 тис. до $800 тис. (десь 4 мільйони гривень). Відомо, що творці також просили покрити десь ₴1 млн кошторису Мінкульт України, але отримали відмову.
Першим інвестором став сам Олексій Хорошко, позичивши грошей у родичів і вклавши в проект абсолютно всі власні заощадження. У жовтні 2005 року, вже після закінчення знімального періоду, Олексій об'єднав свої зусилля з компанією «Артхаус Трафік», яка стала співпродюсером і офіційним поширювачем «Штольні». Хорошко та «Артхаус Трафік» обоє покрили десь по третині ₴4-мільйонного бюджету. Решту покрили інші інвестори, зокрема корпорація «Перший Національний Виноробний Холдинг „Логос“».

## Виробництво

### Назва
В інтерв'ю продюсер Олексій Хорошко пояснив назву «Штольня» так: «У перекладі це слово означає „діра“, або шахта-копальня. Проте нічого спільного з шахтарями чи вуглевидобуванням наш фільм не має. Головні події у стрічці відбуваються під землею, тобто цю місцину можна сміливо назвати штольнею. Загалом це дуже стисле приміщення, де не можна навіть розвернутися. Цим ми хотіли показати безвихідь молодих людей, що опинилися у прикрій ситуації — в „дірі“».

### Зйомки
Задум фільму належить відомому українському режисерові кліпів Олексію Хорошко. Пошук готового сценарію або художнього твору, на основі якого можна було б зробити фільм, не дав бажаних здобутків. Тоді Олексій вигадав оригінальний сюжет і почав шукати однодумців. На зйомках одного з відеокліпів майбутній продюсер познайомився з Любомиром Кобильчуком, який на той час уже встиг пройти навчання в одній з німецьких кіношкіл і попрацювати режисером відеокліпів в Україні. Виявилось, що смаки хлопців щодо комерційного кінематографу збігаються — їхніми улюбленими жанрами є трилер і фільм жахів. Незабаром вони стали писати сценарій і готуватися до зйомок «Штольні».
Зйомки фільму проводилися у селі Білогородка під Києвом, де Любомир і Олексій знайшли покинутий військовий ДОТ № 402. Він був збудований ще 1939 року як частина оборонного комплексу Києва. На відміну від інших довоєнних дотів, які були згодом зруйновані, цей дивним чином вцілів. Місце зйомки якнайкраще пасувало для фільмування трилера — це величезний триярусний лабіринт з овальними схилами, постійне джерело місцевих історій-страшилок. Саме там всю другу половину літа, два місяці при температурі +6 °C відбувались зйомки «Штольні». Останній епізод фільму був відзнятий у передмісті Ірпіня, у заплаві річки Ірпінь.
Декілька епізодів знімались у декорації. Для них було побудовано найсправжнісінький підвал з каменю, в який було залито близько 12 тонн води.

### Український дубляж
Фільм знімався в оригіналі українською, але для прокату його було повторно озвучено українською мовою на студії «Pteroduction sound».

## Присвячені фільмові пісні
Автором головної пісні фільму став Потап, на той час соліст гурту «Вхід у Змінному Взутті» (ВУЗВ), який до цього вже мав досвід у написанні пісні для російського телесеріалу «Один за всіх», 2005.
У фільмі прозвучало 3 пісні. Перша пісня — композиція «Штольня», текст до якої написав Потап і яку гурт ВУЗВ виконали спільно з гуртами New'Z'Cool і XS. На цю пісню музики разом з авторами фільму створили кліп, презентація якого відбулася 2 квітня на телеканалі М1 у програмі «Міністерство прем'єр». Робота над кліпом, який поєднує в собі популярні R&B-ритми з напруженим і серйозним сюжетом «Штольні», об'єднала безліч впливових і перспективних людей українського шоу-бізнесу, внаслідок чого було ухвалено рішення про створення спільного продюсерського центру, що спеціалізується на стилі R&B — продюсерського центру «R&B Engine» (спільний проект «Music Motors» і творчого об'єднання «Kiev-NRGO» на чолі з популярним реп-виконавцем і продюсером Потапом). Друга пісня — «Дієго — Орландо» (російською), текст до якої написав Віталій Куровський і яку виконує гурт XS. Третя пісня — «Бо це крос», текст до якої написав Олександр Піпа і яку виконав гурт «Борщ».
У 2006 також вийшли офіційно присвячені цьому фільмові пісні, куди окрім цих трьох пісень (Штольня, «Дієго — Орландо» та «Бо це крос») ввійшло ще багато інших композицій, загалом 30.

### Показ в кінотеатрах
Перед початком прокату, планувалося що одразу ж після прем'єри, стрічка поїде на кілька десятків світових кінофестивалів, переважно спеціалізованих на фільмах жахів.
Фільм вийшов у широкий український прокат 13 квітня 2006 року на 30 екранах в 11 найбільших містах України.

## Касові збори
За даними каталогу «Український кінопосібник 2011/2012» (англ. Ukrainian Film Guide 2011/2012) підготовленого Держкіно спільно з Довженко-центром касові збори штольні були 92 тис. доларів. За даними виробників фільму, за весь час прокату фільм зібрав близько 120 тис. доларів. Згодом у одній з розмов режисер стрічки Любомир Кобильчук заявив що, хоча стрічка і не дала змоги творцям заробити додатковий прибуток, але кошти вкладені в неї вона все-таки відбила.

### Випуск фільму на Home Video
Випуск фільму для домашнього відео у форматі «DVD» відбувся спільно з компанією «Музичний центр» у травні 2006 року.

## Оцінки й відгуки
«Штольня» отримала змішані відгуки. Головним позитивним аспектом більшість вказала те, що це фільм українського виробництва, який демонструє відродження вітчизняного кіно. В той же час широкої критики зазнали акторська гра та шаблонний, передбачуваний сюжет.
Середня оцінка на IMDb склала 4/10.
У рецензії для видання «Телекритика», кінокритик Роман Горбик відзначив що фільм має багато чудових кінематографічних знахідок, а з гумором у «Штольні» вийшло навіть краще, ніж із тривожними миттєвостями.
Андрій Кокотюха в «Детекторі медіа» зазначав, що «Штольня» стала важливою подією в літописі українського кіно, проте сам фільм має дуже передбачуваний сюжет, обмаль спецефектів і в цілому зроблений «демонстративно за американськими лекалами». Також критикувалося штучне запровадження молодіжного сленгу до мови персонажів і їхні імена-прізвиська. Згідно з підсумком, фільм вийшов нестрашним саме тому, що його всіляко намагалися довести до стандартів жанру.
Як описувалося в УНІАН, творці «Штольні» знехтували правилом, що напруга в фільмі жахів повинна чергуватися з розслабленістю. Фільм надмірно серйозний там, де можна було додати гумору. Тим паче, що нелогічних персонажів важко розрізняти й тому глядацькі симпатії опиняються на боці маніяка.
Марта Шокало для BBC Україна писала: незвичайність фільму полягає виключно в тому, що це перший український трилер. Сюжет дуже простий і передбачуваний, «У „Штольні“ немає ні політичної реклами, ні лірично-поетичних відступів. Це — звичайне кіно, дивлячись яке можна їсти поп-корн і пити кока-колу».